# Reggie Lewis
Reggie Lewis (ur. 21 listopada 1965 w Baltimore, zm. 27 lipca 1993 w Waltham) – amerykański koszykarz, występujący na pozycji skrzydłowego, uczestnik meczu gwiazd NBA.
W sezonie 1988/1989 zajął drugie miejsce w głosowaniu na największy postęp sezonu NBA.
Zmarł przedwcześnie w wyniku nagłej śmierci sercowej, spowodowanej kardiomiopatią przerostową, podczas jednego z posezonowych treningów w Brandeis University. Wcześniej, w kwietniu 1993 roku, upadł na parkiet podczas pierwszego spotkania play-off, przeciw Charlotte Hornets.
W celu uhonorowania jego osoby nazwano jego imieniem jeden z obiektów sportowych – Reggie Lewis Track and Athletic Center w Roxbury.

## Osiągnięcia
NCAA
- 3-krotny Uczelniany Koszykarz Roku Konferencji America East NCAA (1985–1987)[4]
- Zaliczony do składów:
- Uczelnia Northeastern zastrzegła należący do niego numer 35

NBA
- Uczestnik meczu gwiazd NBA (1992)[5]
- Klub Boston Celtics zastrzegł należący do niego w numer 35 (1995)[6]